# Piero di Cosimo

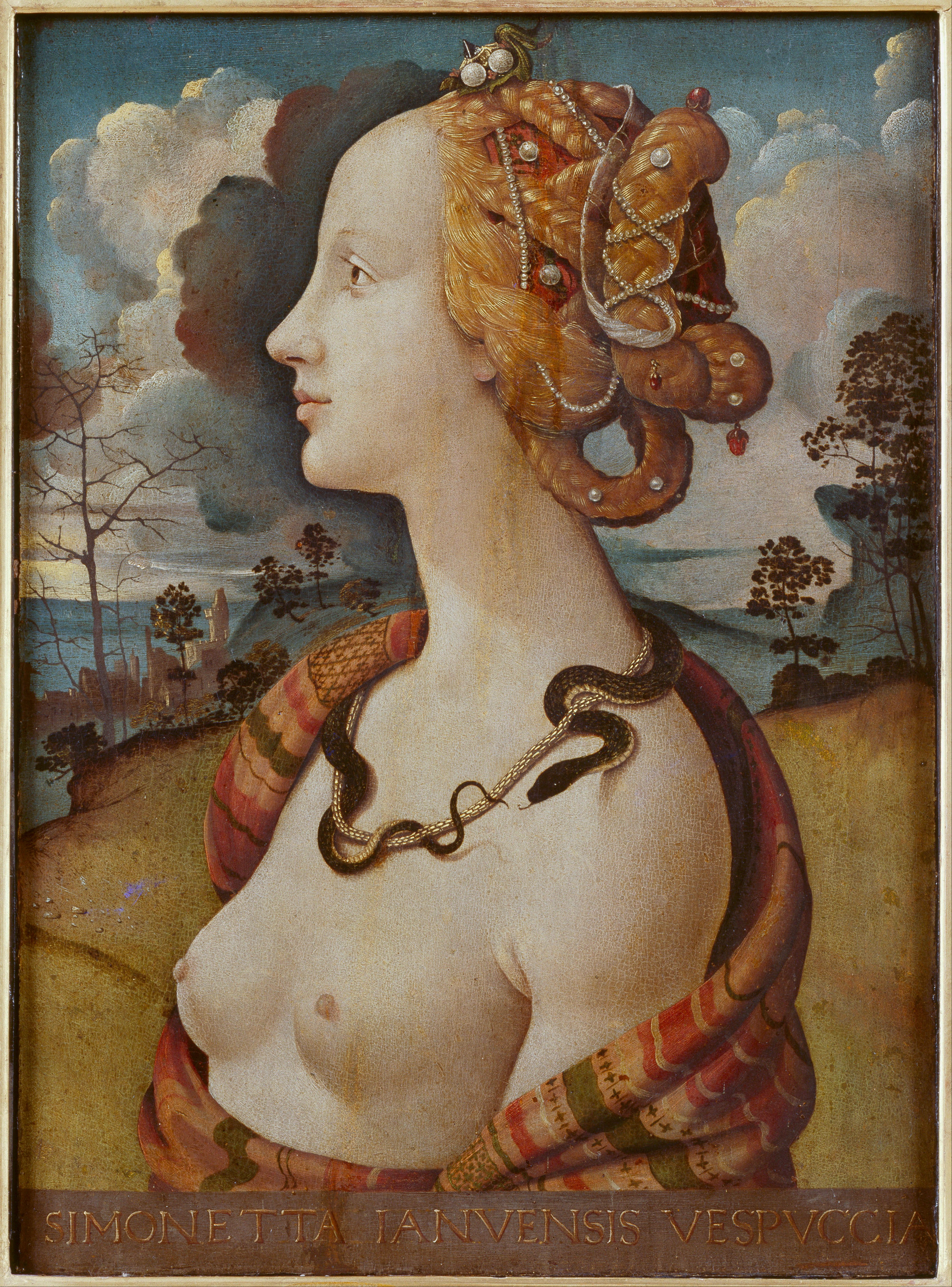
Retrato de Simonetta Vespucci, ca. 1480. Museo Condé de Chantilly.

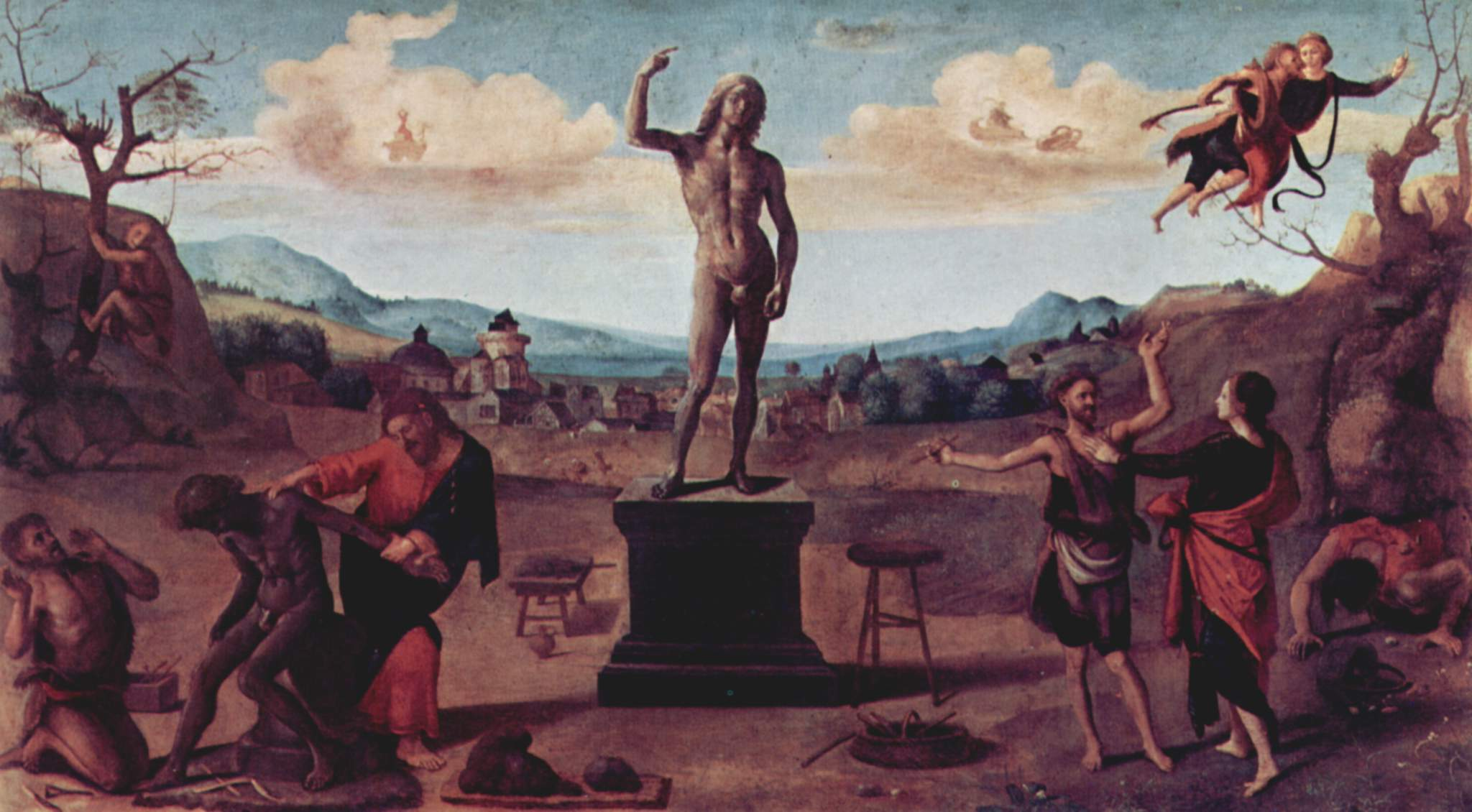
Prometeo lleva a cabo su obra y después se la muestra a Atenea o Minerva: Mito de Prometeo: Prometeo conforma al hombre (Mito di Prometeo: Prometeo plasma l'uomo, 1515-1520). Pintura al óleo #óleo sobre lienzo, Alte Pinakothek.

Piero di Cosimo, o Piero di Lorenzo (Florencia, 2 de enero de 1462 - 12 de abril de 1522) fue un pintor cuatrocentista italiano.

## Biografía
Hijo de orfebre, fue discípulo del pintor florentino Cosimo Rosselli, a quien acompañó a Roma en 1481 tras haber sido éste invitado por Sixto IV para participar en la decoración de los muros laterales de la Capilla Sixtina: Piero colaboró en los frescos Moisés y las Tablas de la Ley y en el Sermón en la Montaña y en honor de su maestro cambió su nombre tras su muerte. 
Su única fuente biográfica es Giorgio Vasari en su libro Vida de los mejores arquitectos, pintores y escultores italianos, pero desliza algún error como que murió en 1521, fecha que es repetida en muchos libros o enciclopedias como la Encyclopedia Britannica. Sin embargo, recientes estudios han revelado que murió de peste el 12 de abril de 1522. Vasari le describe extravagante y misántropo, con rasgos extraños en su conducta.
Su obra puede dividirse en pintura religiosa, retratos y mitología. Fue influido por Pollaiuolo, Leonardo da Vinci, Signorelli y finalmente por Rafael y por la pintura flamenca, principalmente por Hugo van der Goes y su Tríptico Portinari de la iglesia de San Egidio del hospital de Santa Maria Nuova en Florencia, de la que toma el modelo de sus paisajes. 
Su sentido de lo fantástico, su gusto por los seres extraños y las formas aberrantes fueron otras características de Piero di Cosimo que le valdrán ser redescubierto por los surrealistas, calificándole de excéntrico. Esta inquietud que presenta la obra de Piero aparece también en Botticelli. Su originalidad reside en sus composiciones, sentido de la naturaleza, intimidad y búsquedas de color.
Fue un pintor un tanto ecléctico, de estilo cambiante y que entraña problemas de atribución. El Museo Thyssen-Bornemisza posee un tondo (cuadro circular) que se considera suyo con bastante seguridad: La Virgen y el Niño con ángeles .

## Algunas obras

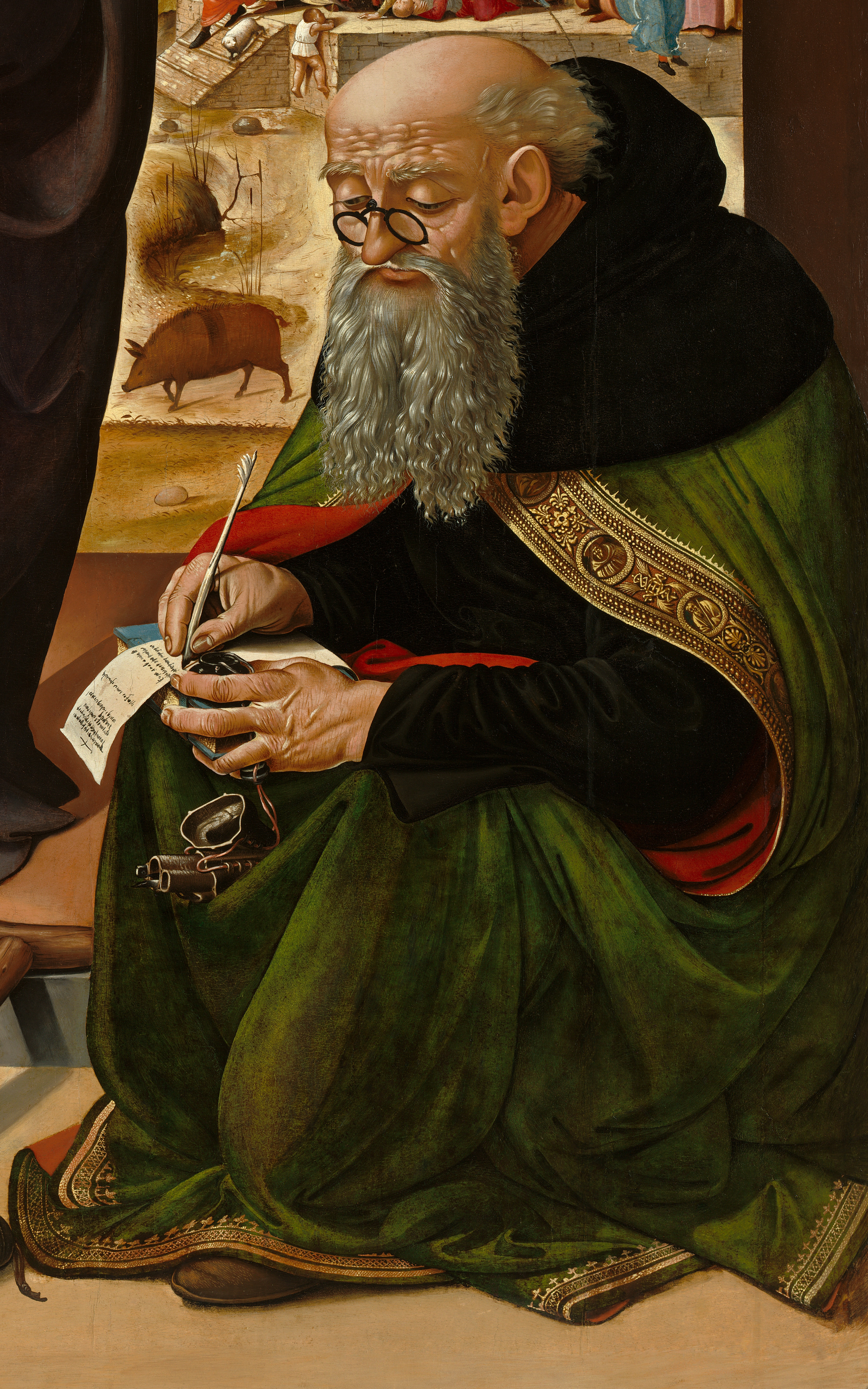
San Antonio: detalle del óleo en tabla Visitación con los santos Nicolás y Antonio (ca. 1490). National Gallery of Art (Washington D. C.).

- Retrato de Simonetta Vespucci (c.1480), Óleo sobre tabla, Museo Condé de Chantilly (Francia).
- Virgen de la Paloma (c. 1490), Óleo sobre tabla, Museo del Louvre, París.
- Venus, Marte y el Amor (1490), Óleo sobre tabla, Staatliche Museen, Berlín. Posiblemente su mejor obra, con delicados detalles de flores y animales situados en una atmósfera de ensueño.
- Bodas místicas de Santa Catalina de Alejandría (1493), Tondo cerámico, Ospedale degli Innocenti, Florencia.
- La muerte de Procris (c. 1490-1500), Óleo sobre tabla, National Gallery de Londres.
- San Juan Evangelista (c. 1500), Óleo sobre tabla, Honolulu Academy of Arts.
- Alegoría (c. 1500), Óleo sobre tabla, National Gallery of Art, Washington.
- Natividad con San Juanito (c. 1500), Óleo sobre tabla, National Gallery of Art, Washington.
- Adoración del Niño Jesús (1505), Óleo sobre tabla, Galleria Borghese, Roma.
- Inmaculada Concepción de Jesús (c. 1505), Óleo sobre tabla, Galería de los Uffizi, Florencia.
- Virgen con niño, ángeles y los santos Cecilia y Juan Bautista (1505), óleo sobre tabla, Art Institute of Chicago.
- Retrato de Francesco Giamberti (1510), Óleo sobre tabla, Rijksmuseum, Ámsterdam.
- Retrato de Giuliano da Sangallo (1510), Óleo sobre tabla, Rijksmuseum, Ámsterdam.
- El mito de Prometeo (1515), Óleo sobre tabla, Alte Pinakothek, Múnich y Museo de Bellas Artes, Estrasburgo.
- La liberación de Andrómeda (c. 1520), Óleo sobre tabla, Galería de los Uffizi, Florencia.
- Virgen con niño, santos y ángeles (1520), Óleo sobre tabla, Philbrook Museum of Art.
- Retrato de muchacho(ca. 1480), Óleo sobre tela, Museo Nacional de San Carlos, Ciudad de México, México.

### Frescos
En la Capilla Sixtina (1481):
- Moisés y las Tablas de la Ley
- Sermón de la Montaña